# Verdi Transcriptions
Le Verdi Transcriptions sono 36 trascrizioni per pianoforte del compositore britannico Michael Finnissy, basate su composizioni di Giuseppe Verdi.

## Storia
Le Trascrizioni, secondo le parole del compositore, "non sono semplicemente su Verdi. Formano una critica di una cultura musicale che è sovrastruttura nel suo passato... per dissezione, analisi, parodia e per un intento auto drammatizzato". In quattro libri di nove pezzi ciascuno, esse comprendono in sequenza cronologica almeno una trascrizione da ciascuna delle opere liriche di Verdi, insieme a una trascrizione tratta dal suo Quartetto in mi minore e terminano con una trascrizione della prima sezione del suo Requiem.
Nella creazione delle Trascrizioni Finnissy fu influenzato dai concetti di Ferruccio Busoni, il quale riteneva che la notazione musicale "è essa stessa la trascrizione di un'idea astratta: nel momento in cui la penna ne prende possesso, il pensiero perde la sua forma originale". Ciò implica che la composizione stessa è una forma di trascrizione, e in questa luce le vistose discrepanze di Finnissy rispetto agli originali possono essere viste come ri-creazioni delle "idee astratte" originali dello stesso Verdi. L'influenza di Busoni può essere avvertita nelle Trascrizioni sotto forma di citazioni o allusioni alle composizioni di Busoni; il pianista Ian Pace considera l'opera un "omaggio a Busoni".
In un'intervista il compositore ha dichiarato: "Stavo cercando di capire come scrivere la mia musica con il materiale di Verdi, senza ovviamente citarne il nome: in effetti la serie di brani inizia in modo completamente diverso da Verdi e solo (con il numero 36) sembra del tutto simile agli originali". Per quanto riguarda la sua trascrizione dell'aria Me pellegrina ed orfana de La forza del destino (ora numero XXVI della sequenza completa), ha scritto:

## Struttura
I primi due libri delle Trascrizioni risalgono al periodo 1972-1988 e sono stati revisionati nel 1995. Originariamente il secondo libro consisteva in sole 6 trascrizioni; in questa forma i primi due libri sono stati eseguiti da Ian Pace alla Conway Hall di Londra nel 1996 e da lui registrati, insieme a tre frammenti aggiuntivi, nel 2001.
Nella versione finale (2005) delle Trascrizioni, ogni libro comprende 9 trascrizioni.
- Il libro I, che conserva la stessa sequenza della revisione del 1995, copre le opere di Verdi da Oberto ad Attila.
- Il libro II inizia con un'altra trascrizione da Attila e copre le opere fino a Rigoletto. Il contenuto differisce dalla versione del libro II del 1995, con alcuni dei contenuti rimossi per rispettare la sequenza temporale delle opere.
- Il libro III va da una seconda trascrizione del Rigoletto a Macbeth.
- Il libro IV inizia con un'ulteriore trascrizione di Macbeth e si conclude la trascrizione dal Requiem.[8]